# Bupares armatus
Bupares armatus is een hooiwagen uit de familie Beloniscidae. De wetenschappelijke naam van Bupares armatus gaat terug op Roewer.